# Nébing
Nébing est une commune française située dans le département de la Moselle en région Grand Est.

## Géographie
Nébing est un petit village français situé en Moselle, plus précisément dans le Parc naturel régional de Lorraine, la ZNIEFF du pays des étangs et le Saulnois ; à mi-chemin entre Château-Salins et Sarrebourg, ainsi qu'à 68 kilomètres de Metz, la préfecture du département.
Cette commune rurale est peuplée d'environ 300 habitants. Ceux-ci vivent essentiellement de l'agriculture et de l'élevage.

### Communes limitrophes
|                         | Montdidier | Albestroff  |
| Vahl-lès-Bénestroff     | Nébing     | Torcheville |
| Marimont-lès-Bénestroff | Bassing    | Molring     |

### Hydrographie
La commune est située dans le bassin versant du Rhin au sein du bassin Rhin-Meuse. Elle est drainée par le ruisseau de l'Étang de Nebing (ou Grand Etang) et le ruisseau de Nebing.

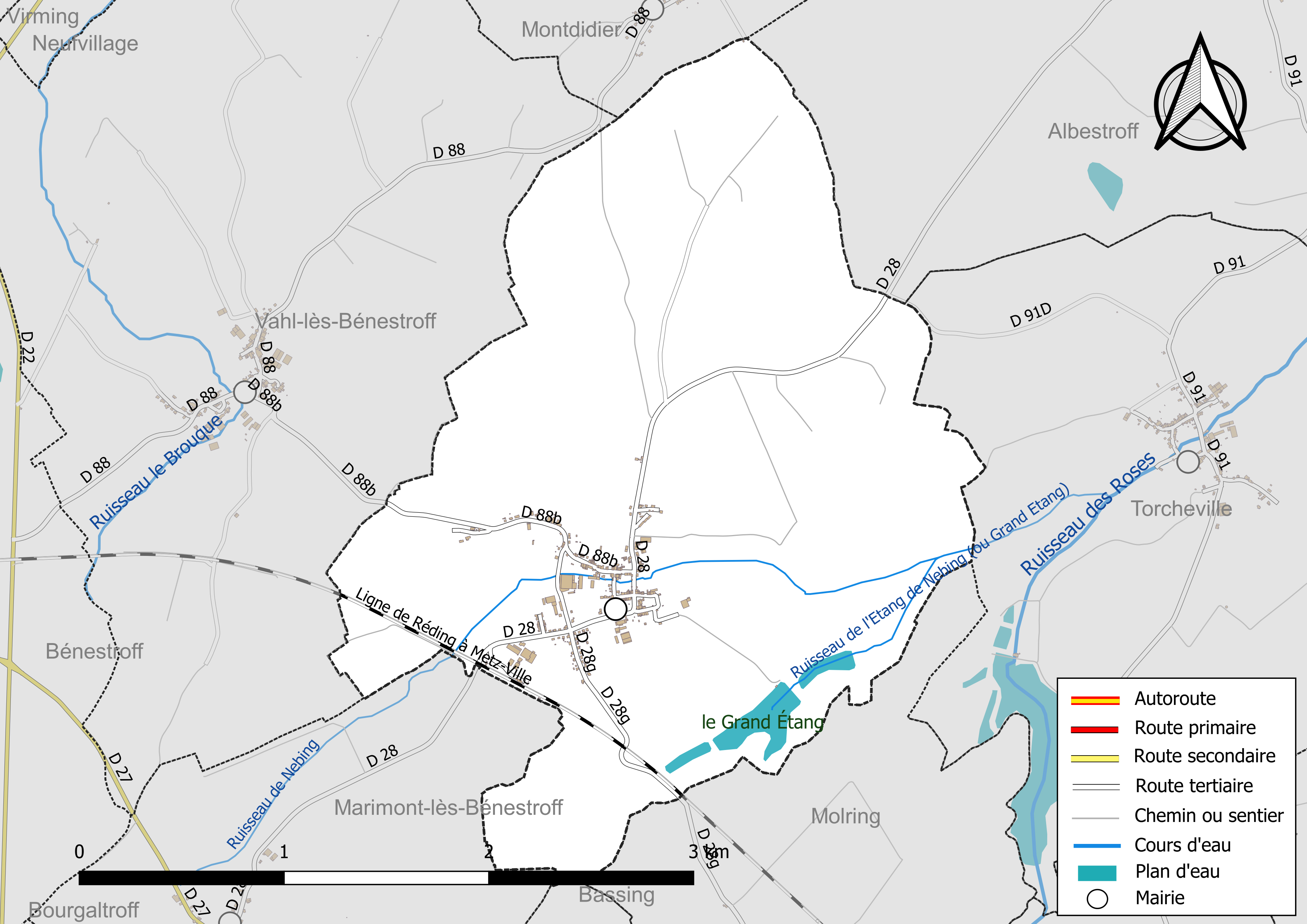
Réseaux hydrographique et routier de Nébing.

### Climat
Pour des articles plus généraux, voir Climat du Grand Est et Climat de la Moselle.
En 2010, le climat de la commune est de type climat des marges montargnardes, selon une étude du Centre national de la recherche scientifique s'appuyant sur une série de données couvrant la période 1971-2000. En 2020, Météo-France publie une typologie des climats de la France métropolitaine dans laquelle la commune est exposée à un climat semi-continental et est dans une zone de transition entre les régions climatiques « Lorraine, plateau de Langres, Morvan » et « Vosges ». 
Pour la période 1971-2000, la température annuelle moyenne est de 9,9 °C, avec une amplitude thermique annuelle de 17 °C. Le cumul annuel moyen de précipitations est de 767 mm, avec 11,8 jours de précipitations en janvier et 9,3 jours en juillet. Pour la période 1991-2020, la température moyenne annuelle observée sur la station météorologique de Météo-France la plus proche, « Rodalbe », sur la commune de Rodalbe à 8 km à vol d'oiseau, est de 10,6 °C et le cumul annuel moyen de précipitations est de 737,2 mm. 
La température maximale relevée sur cette station est de 38,7 °C, atteinte le 24 juillet 2019 ; la température minimale est de −18,1 °C, atteinte le 26 décembre 2010,,. 
Les paramètres climatiques de la commune ont été estimés pour le milieu du siècle (2041-2070) selon différents scénarios d'émission de gaz à effet de serre à partir des nouvelles projections climatiques de référence DRIAS-2020. Ils sont consultables sur un site dédié publié par Météo-France en novembre 2022.

## Urbanisme

### Typologie
Au 1er janvier 2024, Nébing est catégorisée commune rurale à habitat dispersé, selon la nouvelle grille communale de densité à sept niveaux définie par l'Insee en 2022.
Elle est située hors unité urbaine et hors attraction des villes,.

### Occupation des sols
L'occupation des sols de la commune, telle qu'elle ressort de la base de données européenne d’occupation biophysique des sols Corine Land Cover (CLC), est marquée par l'importance des territoires agricoles (68,6 % en 2018), en augmentation par rapport à 1990 (67,3 %). La répartition détaillée en 2018 est la suivante : 
terres arables (49,9 %), forêts (25,6 %), prairies (18,7 %), zones urbanisées (5,8 %). L'évolution de l’occupation des sols de la commune et de ses infrastructures peut être observée sur les différentes représentations cartographiques du territoire : la carte de Cassini (XVIIIe siècle), la carte d'état-major (1820-1866) et les cartes ou photos aériennes de l'IGN pour la période actuelle (1950 à aujourd'hui).

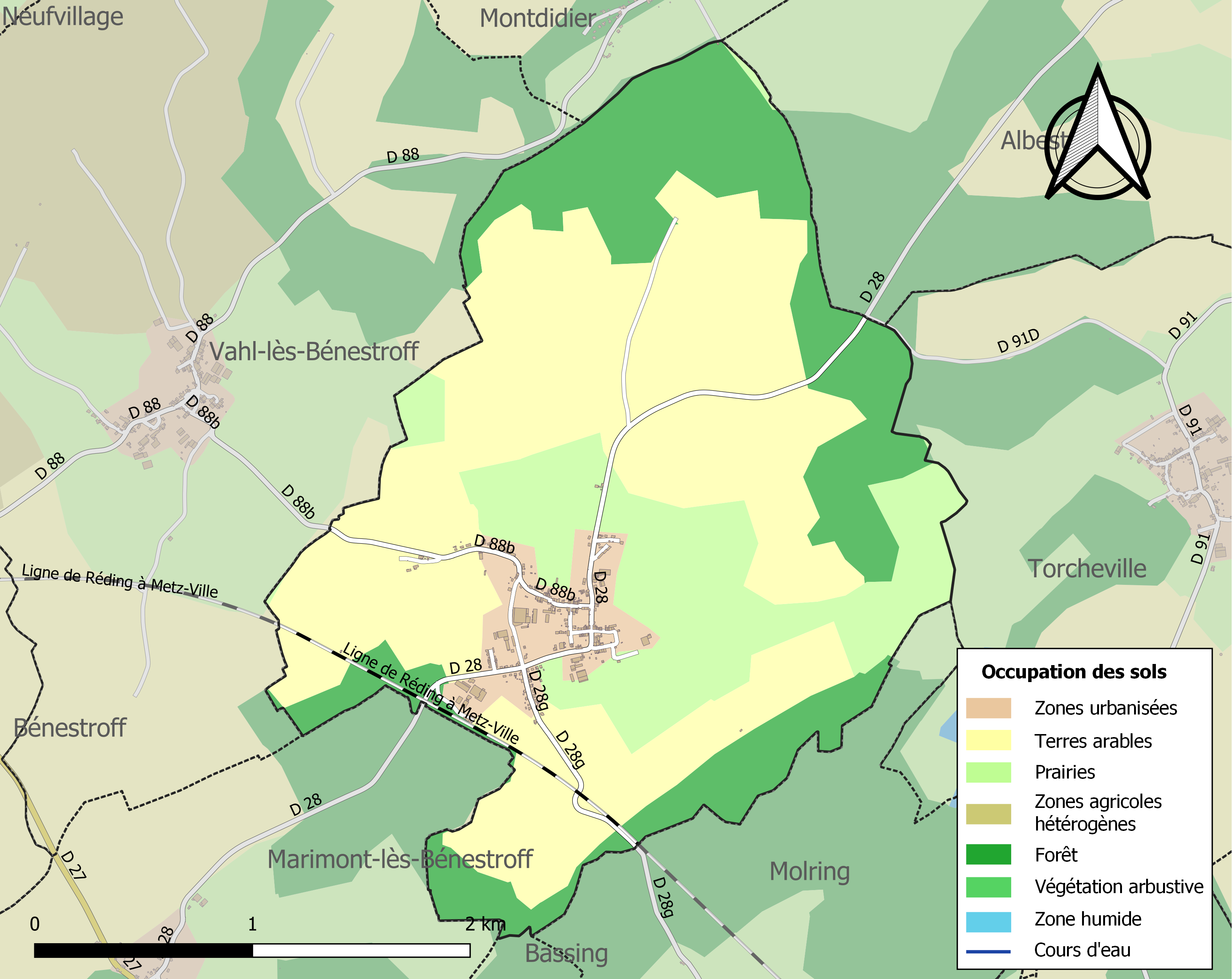
Carte des infrastructures et de l'occupation des sols de la commune en 2018 (CLC).

## Toponymie
- D'un nom de personne germanique suivi du suffixe -ingen puis -ing.
- Nebanges (1524)[15], Nubinguen (1572)[15], Nebingen (1594[15] et 1613[16]), Nebing (1793), Nebingen (1915-1918).

## Histoire
- Dépendance du duché de Lorraine, dans la châtellenie de Marimont, prévôté de Dieuze.
- Entièrement détruit au cours de la guerre de Trente Ans.
- Cette commune était moitié germanophone et moitié francophone en 1843[17].

## Politique et administration
| Période                                  | Période   | Identité         | Étiquette | Qualité |
| ---------------------------------------- | --------- | ---------------- | --------- | ------- |
| 1960                                     | mars 2001 | Pierre Genet     |           |         |
| mars 2001                                | En cours  | Thierry Supernat |           |         |
| Les données manquantes sont à compléter. |           |                  |           |         |

## Démographie
L'évolution du nombre d'habitants est connue à travers les recensements de la population effectués dans la commune depuis 1793. Pour les communes de moins de 10 000 habitants, une enquête de recensement portant sur toute la population est réalisée tous les cinq ans, les populations de référence des années intermédiaires étant quant à elles estimées par interpolation ou extrapolation. Pour la commune, le premier recensement exhaustif entrant dans le cadre du nouveau dispositif a été réalisé en 2004.

En 2022, la commune comptait 332 habitants, en évolution de −5,14 % par rapport à 2016 (Moselle : +0,52 %, France hors Mayotte : +2,11 %).
| 1793 | 1800 | 1806 | 1821 | 1831 | 1836 | 1841 | 1846 | 1851 |
| ---- | ---- | ---- | ---- | ---- | ---- | ---- | ---- | ---- |
| 284  | 351  | 370  | 437  | 504  | 447  | 438  | 428  | 387  |

| 1856 | 1861 | 1871 | 1875 | 1880 | 1885 | 1890 | 1895 | 1900 |
| ---- | ---- | ---- | ---- | ---- | ---- | ---- | ---- | ---- |
| 367  | 369  | 348  | 358  | 365  | 333  | 303  | 300  | 319  |

| 1905 | 1910 | 1921 | 1926 | 1931 | 1936 | 1946 | 1954 | 1962 |
| ---- | ---- | ---- | ---- | ---- | ---- | ---- | ---- | ---- |
| 336  | 319  | 267  | 278  | 273  | 239  | 283  | 534  | 471  |

| 1968 | 1975 | 1982 | 1990 | 1999 | 2004 | 2006 | 2009 | 2014 |
| ---- | ---- | ---- | ---- | ---- | ---- | ---- | ---- | ---- |
| 426  | 417  | 404  | 354  | 369  | 366  | 360  | 371  | 359  |

| 2019 | 2022 | - | - | - | - | - | - | - |
| ---- | ---- | - | - | - | - | - | - | - |
| 335  | 332  | - | - | - | - | - | - | - |

## Culture locale et patrimoine

### Lieux et monuments
- Église Saint-Clément, moderne.
- Gare de Nébing, ancienne gare ferroviaire fermée.

### Héraldique
| Blason de Nébing | Blason  | De gueules à une fasce d'argent, et un dragon d'or brochant sur le tout. |
| Blason de Nébing | Détails | Le statut officiel du blason reste à déterminer.                         |